# Arenenberg
Arenenberg is een landgoed en kasteel in de gemeente Salenstein in Zwitserland en het is gelegen aan de oevers van het Bodenmeer. Het kasteel is voornamelijk bekend als de woonplaats van de voormalige koningin van Holland, Hortense de Beauharnais.

## Geschiedenis
Arenenberg werd in het begin van de zestiende eeuw gebouwd door de burgemeester van Konstanz, Sebastian Geissberg. De boerderij die aanvankelijk op deze heuvel was gelegen heette Narrenberg en was waarschijnlijk geen goede naam voor een landgoed. Het laatmiddeleeuwse kasteel stond bekend als Aharenberg en had de vorm van een rechthoekig huis met een trapgevel en twee ronde torens. In deze vorm is het kasteel te zien op een afbeelding in de Petrus en Pauluskerk in Reichenau.
In 1817 werd het kasteel verkocht aan Hortense de Beauharnais. Kort na de aanschaf van het kasteel werd het uitgebreid gerenoveerd en kreeg het laatmiddeleeuwse kasteel het huidige neoklassieke uiterlijk. Onder haar leiding groeide het kasteel uit tot een ontmoetingsplaats voor schrijvers, filosofen en edellieden van bonapartistische gezindte.
Na de dood van Hortense verkocht haar zoon Napoleon III het kasteel in 1843 aan Heinrich Keller. Toen hij eenmaal keizer was kocht keizerin Eugénie de Montijo het kasteel weer terug in 1855 en tussen dat jaar en 1874 werden verdere renovaties uitgevoerd. In 1906 doneerde voormalig keizerin Eugénie het kasteel aan het kanton Thurgau.